# 멍고인

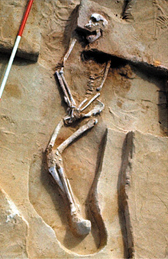
멍고인

멍고인(Lake Mungo remains)은 오스트레일리아 뉴사우스웨일스주에 있는 세계유산인 윌란드라 호수 지역 안의 멍고 호에서 발견된 세 구의 화석 인류이다. 발견된 순서에 따라 LM1, LM2, LM3로 불린다.
1969년 발견된 LM1은 지금까지 알려진 가운데 가장 오래된 화장된 유골이고, 1974년 발견된 LM3는 플라이스토세에 해당하는 68,000 - 40,000년 전에 오스트레일리아 대륙에 살았던 인류로서 오스트레일리아에서 발견된 현생 인류의 화석 가운데 가장 오래된 것이다. LM3의 정확한 생존 시기에 대해서는 논쟁이 있다.

## 멍고인1 (LM1)
LM1은 멜버른 대학교의 짐 바울러(Jim Bowler)가 1969년 윌란드라 호수 지역에서 발견하였다. 방사성 탄소 연대 측정법 조사를 보면 LM1은 약 24,700 - 19,030년 전에 살았다. 유골은 숯으로 덮여 있었는데, 방사성 탄소 연대 측정 값이 26,250 ±1120인 숯의 두깨는 약 15 cm 정도였다. 유골의 보존 상태가 좋지 않아 세밀한 연구가 진행되기에는 한계가 컸다. 1992년 오스트레일리아 원주민에게 조건없이 “반환”되었다.

### 화장
오스트레일리아 국립 대학교의 앨런 손(Alan Thorne) 교수가 LM1의 유골을 결합하였다. LM1은 여성으로 오스트레일리아에서 발견된 가장 오래된 현생 인류 유골 가운데 하나이다.
화장된 흔적이 있어 오스트레일리아 초기 인류 사회의 장례 문화를 알 수 있게 해 준다. LM1의 뼈에서 발견된 불에 탄 자국을 살펴보면 그녀가 죽은 다음 화장한 후 뼈를 부수고 황토색 안료인 오커를 덮고 다시 불을 놓았다는 것을 알 수 있다. 오커는 LM1이 화장된 곳에서 수백 킬로미터 떨어진 곳에서만 발견할 수 있는 광물이다. 이 때문에 망자가 다시 일어나 생자를 잡으러 오는 일이 없도록 특별한 장례 의식이 치러졌다는 추정이 제시되었다.

### 현황
1992년 오스트레일리아 정부는 파아르칸트지(Paakantji), 마티 마티(Mathi Mathi), 응이얌파아(Ngiyampaa)로 이루어진 오스트레일리아 원주민 그룹인‘세 전통 부족’(the Three Traditional Tribal Groups, 3TTG)에게 LM1의 유골을 무조건 반환하였다. LM1은 오스트레일리아 원주민이 오랫동안 고유의 문화를 이어온 상징으로 자리잡았다. 현재 LM1은 멍고 국립 공원 전시 센터에 이중으로 잠긴 금고에 보관되어 있다. 두 개의 열쇠를 동시에 작동하여야 열리는 금고의 열쇠 가운데 하나는 고고학회가 보관하고 있고, 다른 하나는 원주민 그룹이 보관하고 있다.

## 멍고인3 (LM3)

### 발견
LM3은 1974년 2월 26일 오스트레일리아 국립 대학교의 짐 보울러에 의해 모래 언덕에서 발견되었다. 건조 호수인 멍고 호의 LM1이 발견된 곳으로부터 동남방으로 500 m 정도 떨어진 곳이다. 유골에는 붉은색 오커가 뿌려져 있었는데, 이는 가장 오래된 장례 문화의 사례이다. 오늘날의 오스트레일리아 원주민 역시 유사한 장례 문화를 가지고 있어, 원주민의 장례 문화가 매우 오래된 것임을 알게 해 준다.

#### 형태
유골의 골격은 현대의 오스트레일리아 원주민에 비해 호리호리한 편이다. 유골의 보존 상태는 좋지 않아서, 뼈의 상당수가 분실되거나 파손되어 있다. 머리뼈의 상당량이 없어졌고 골반뼈가 제대로 남아있지 않아 성별 판별이 어렵다. 그러나, 남아있는 뼈를 가지고 수행한 연구 결과에 따르면 아마도 남성이었을 것으로 추정된다.
LM3는 두 손은 사타구니에 모였고 땅을 등지고 매장되었다. 허리뼈에 골관절염을 앓은 흔적과 상아질화의 흔적이 있고, 치아의 치수가 노출된 흔적이 있어 사망시 약 50세 정도였을 것으로 추정된다. 팔 다리 뼈의 길이를 보면 키는 196 cm 정도였을 것으로 보이는데, 원주민의 평균 키 보다 매우 큰 편이다.

### 생존 시기
LM3의 생존 연대에 대한 추정은 1976년 오스트레일리아 국립 대학교의 고고학팀에 의해 처음 발표되었다. LM3를 발굴한 고고학팀이도 한 이들은 대략 28,000 - 32,000년 전에 살았던 것으로 발표하였다. 이들이 발표한 생존 연대 추정은 실험에 의한 것은 아니었고 인근에서 발견되었던 LM1의 연대를 참조한 것이다.
1987년 전자 스핀 공명을 이용한 유골의 연대 측정 결과 LM3가 살았던 연대는 약 31,000년 전 이었을 것으로 추정되었다. 전자 스핀 공명 실험의 오차는 ±7,000년 정도이다. 1999년 LM3의 매장지에 대해 행해진 열발광 연대 측정 실험 결과 매장 시점은 43,300 ± 3,800년에서 24,600 ± 2,400년 사이로 추정되었다. 같은 해 A. 스론은 우라늄-토륨 연대 측정과 전자 스핀 공명 연대 측정, 광학 연대 측정을 종합하여 LM3의 생존 시기를 62,000 ± 6,000년으로 발표하였다.
그러나 LM3의 생존 연대 추정에는 많은 논란이 있다. 오스트레일리아 국립 대학교의 생존 연대 추정은 59,000 - 63,000년 이나, 다른 연구들의 최저 값은 43,000년으로 이 보다 오래 되었을 것으로는 보지 않고 있다. 이러한 차이는 오스트레일리아 국립 대학교가 실행한 치아의 법랑질에 대한 우라늄-토륨 연대 측정 때문인데, 다른 25 곳에서 시행된 치아 법랑질에 대한 광학 연대 측정에서는 추정 연대가 최대 50,000년에 불과하기 때문이다. 2003년 여러 오스트레일라 연구 그룹의 공동 연구에서 LM3의 생존 연대는 약 40,000년 전으로 추정되었다.

### 미토콘드리아 DNA 기원
2001년 LM3의 골격에서 채취된 미토콘드리아 DNA의 분석 결과가 발표되었다. LM3의 미토콘드리아 DNA는 현생 인류의 미토콘드리아 DNA 배열을 정리한 캠브리지 레퍼런스 시퀀스(Cambridge Reference Sequence, CRS)와 비교할 때 많은 차이를 보인다. LM3의 미토콘드리아 DNA 가운데 현생 인류에 이르기까지 동일하게 전달된 부분은 11번 염색체이다.
(Fig. 1B)에 보이는 LM3의 염기 배열을 볼 때 LM3는 현생인류의 가장 최근의 공통 선조 이전에 분기된 것으로 보인다.

미토콘드리아 DNA 비교 결과 현재의 오스트레일리아 원주민과 멍고인 사이에는 직접적인 연관이 없다. 이는 멍고인이 현생인류의 공통조상 이전에 멸종된 인류의 여러 아종 가운데 하나임을 시사한다. 이 결과가 정확하다면 멍고인은 현생인류의 다지역 기원설을 뒷받침하는 사례가 될 것이다.
그러나 위와 같은 주장은 과학과 정치 양쪽에서 근거가 미약하다는 비판을 받고 있다. 유골의 염기 배열은 사후 변형과 열에 의한 파괴를 겪기 때문이다. 위의 주장을 입증하기 위한 실험은 현재 유골을 관리하고 있는 세 원주민 그룹의 거부로 이루어지지 않고 있다.

## 추가 발견
1988년 지금까지 발견된 멍고인과 동시대의 것으로 추정되는 아동의 유골이 발견되었다. 오스트레일리아의 세 원주민 그룹은 이 유골에 대한 추가 조사를 유골 강탈로 보고 거부하였다. 2005년 해당 지역에서 다른 성인 유골이 드러났지만 방치되어 2006년 비바람에 파손되었다. 이 일로 오스트레일리아 정부는 모래 언덕의 보호 기금 735,000 달러를 원주민 그룹에 전달하였다. 원주민은 유골 발굴을 선조의 유골에 대한 강탈로 보고 있으며 더 이상의 조사를 허락하지 않고 있다.

## 같이 보기
- 현생인류의 아프리카 기원설
- 현생인류의 다지역 기원설